# Obsttorte

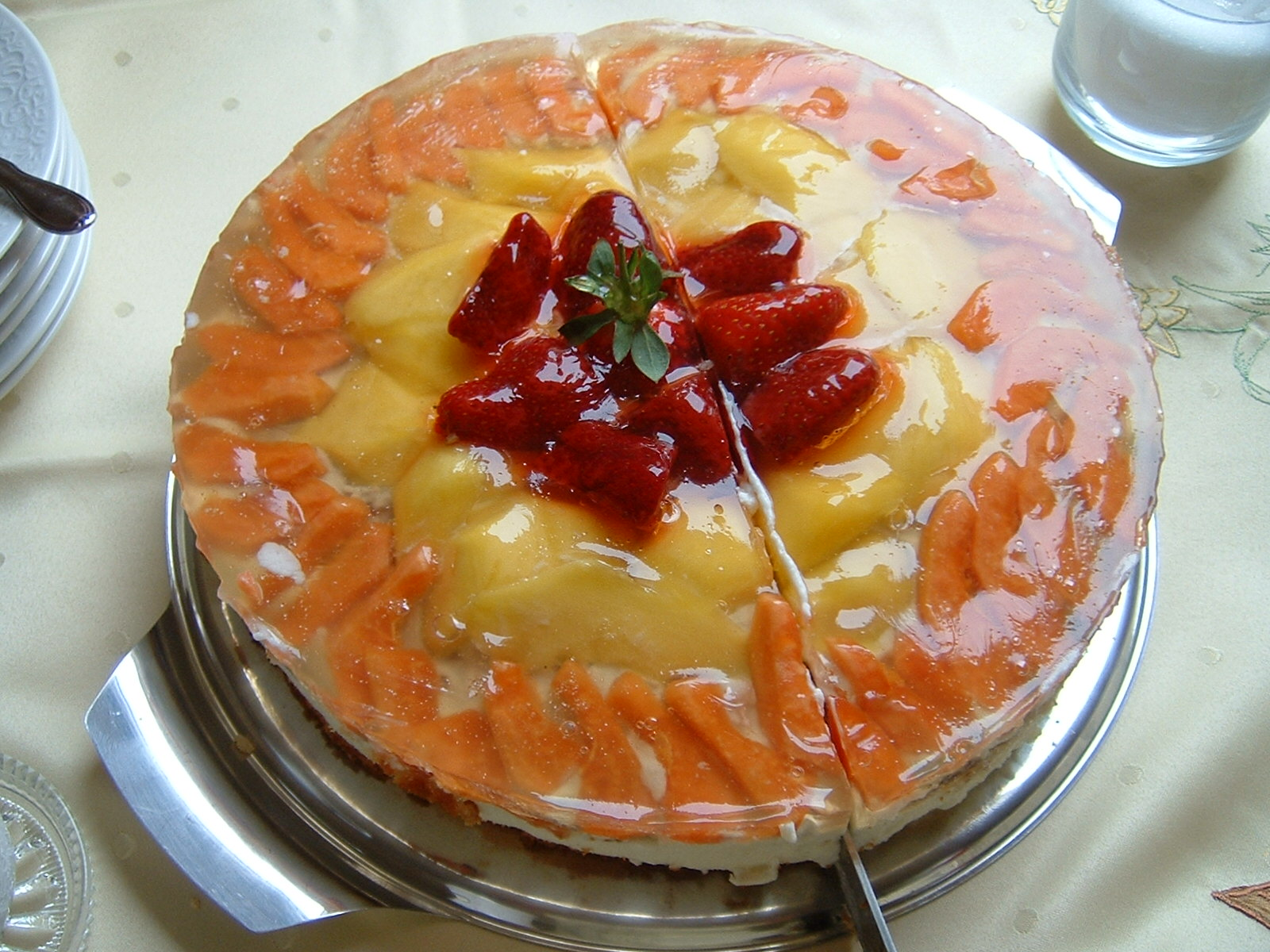
Klassische Obsttorte

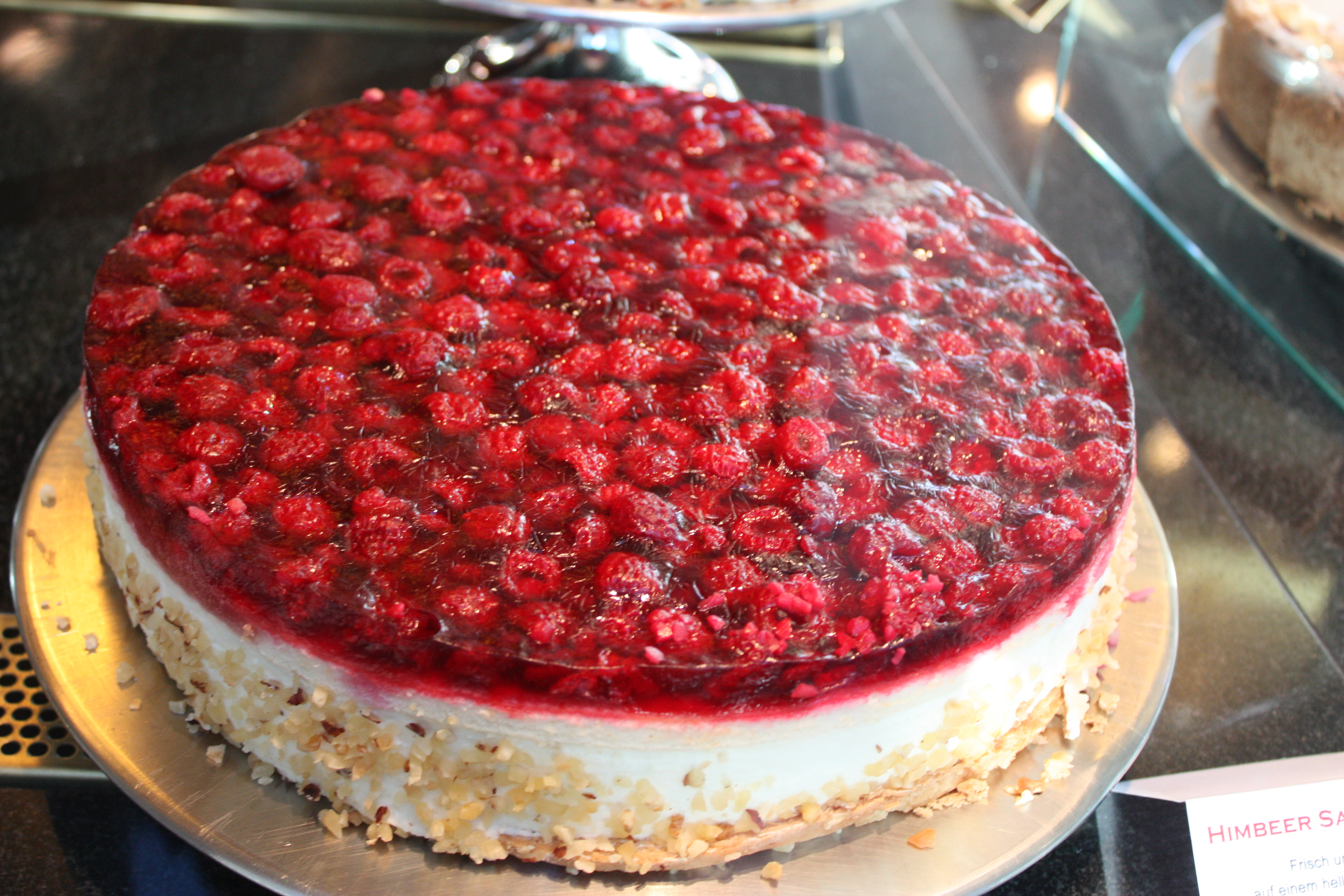
Quark-Sahnetorte mit Himbeeren

Eine Obsttorte ist eine Torte mit Obst als wertbestimmender Zutat. Man unterscheidet zwischen gebackenen und zusammengesetzten Obsttorten.
Für gebackene Obsttorten werden backfeste Obstsorten z. B. Äpfel, Birnen, Zwetschen, Kirschen verwendet. Sie werden entweder mit offener Oberfläche, mit einer Abdeckung oder auch aus einer Masse zubereiten, in welche das Obst beim Backen einsinkt. Abdeckungen sind beispielsweise Eischnee, Streusel, Geleeguss u. a. 
Für zusammengesetzte Obsttorten aus Biskuit- oder Mürbeteigböden wird Frisch-, Dunst- oder Tiefkühlobst verwendet, meistens Obstsorten und Südfrüchte (z. B. Himbeeren, Pfirsiche, Ananas), die nicht backfest sind. Dabei werden sowohl Früchte im Ganzen (beispielsweise Erdbeeren, Himbeeren, Stachelbeeren), als auch geteiltes Obst in Hälften oder Schnitzen (Spalten) verwendet. Häufig wird der Teig vor dem Auflegen des Obstes mit Konfitüre („aprikotiert“) oder Konditorcreme („Crème pâtissière“) bestrichen, um ein Durchweichen des Tortenbodens durch die Feuchte der Früchte oder den Tortenguss zu vermeiden und um den Geschmack zu verfeinern. Die zusammengesetzten Obsttorten   glänzt man meist mit Gelee ab. Das Obst wird mit Tortenguss überzogen, der nach dem Erstarren die Früchte fixiert.
Eine weitere Möglichkeit ist die Verwendung von Früchten, Fruchtmus oder Obststücken, die in Sahnetorten oder Cremetorten eingearbeitet sind. Im Allgemeinen spricht man dann von Frucht-Sahne-Torte oder Frucht-Creme-Torte. Eine beliebte Variante ist die Quark-Sahne-Torte (auch Käse-Sahne-Torte), die mit Früchten, beispielsweise Erdbeeren, Himbeeren, Johannisbeeren oder Pfirsichstücken verfeinert werden kann.